# Joseph Jongen
Joseph Marie Alphonse Nicolas Jongen (Lieja, 14 de diciembre de 1873-Sart-lez-Spa, 12 de julio de 1953) fue un compositor belga.

## Biografía
Hizo sus primeros estudios en el Conservatorio de su localidad natal, logrando allí varios primeros premios, y en 1893 en la Academia Real de Bélgica, por la composición de un cuarteto para instrumentos de arco. En 1897 ganó el Gran Premio de Roma con la cantata Comala. Desde 1891 hasta 1897 impartió la clase de contrapunto en el conservatorio de Lieja.
Durante los cuatro años de pensionado en el extranjero residió en Alemania, París y Roma. A esta época corresponde una parte importante de su producción, entre la que destacan una sinfonía, estrenada en los Conciertos Ysaye de Bruselas, en 1900; un concierto para violín, otro para violonchelo y un cuarteto con piano ejecutado en la Société Nationale de París, en 1903.
En 1902 volvió a Bélgica siendo nombrado al año siguiente profesor de armonía y contrapunto del Conservatorio de Lieja, cargo que ocupó hasta 1914, año en que se trasladó al Reino Unido, estableciéndose en Londres. En esta capital constituyó un cuarteto con Defauw, Lionel Tertis y Emile Doehaerd. En 1920 regresó a Bélgica, haciéndose cargo del Conservatorio de Bruselas, de la clase de contrapunto y fuga, donde tuvo entre otros alumnos a Pierre Moulaert. Fue durante varios años director de este establecimiento docente. Era hermano de Léon Jongen (1884-1969), que también fue músico.

## Obras
Sus principales obras son:
- Fantaisies sur deux noëls walons, para orquesta (1902).
- Sonata para violín nº 1 (1902).
- Lalla Rook, poema sinfónico (1903).
- Colección de Canciones (904).
- Trío para piano, violín y viola (1907).
- Piezas para piano y órgano (1908).
- Sonata para violín nº 2 (1909).
- Se Arka, ballet (1910), estrenado en el Teatro de la Monnaie de Bruselas en 1924.
- Impresiones de Ardennes, poema sinfónico (1913).
- Sinfonía concertante (1927)
- Suite para viola y orquesta.
- Suite en forma de sonata, para piano.
- Tableaux pittoresques para pequeña orquesta.
- Dos Sérénades para cuarteto de cuerda, escritas durante la estancia del autor en Londres.
- Rapsodia, para instrumentos de viento y piano.
- Prélude élégiaque et scherzo, para orquesta.
- Concierto para piano y orquesta, dedicado al pianista español Eduardo del Pueyo.